# Єрмакова Валентина Іванівна
Валентина Іванівна Єрмакова (нар. 1945 — ?) — українська радянська діячка, секретар Тернопільського обласного комітету КПУ.

## Біографія
Освіта вища. Член КПРС.
До січня 1986 року — інспектор ЦК КПУ.
11 січня 1986 — квітень 1989 року — секретар Тернопільського обласного комітету КПУ.
Подальша доля невідома.

## Нагороди
- орден Трудового Червоного Прапора
- ордени
- медалі